# Dębina (Poręby)
Dębina – część wsi Poręby w Polsce położona w województwie podkarpackim, w powiecie krośnieńskim, w gminie Jedlicze.
W latach 1975–1998 Dębina administracyjnie należała do województwa krośnieńskiego.